# Chiesa della Madonna del Soccorso (Corchiano)
La chiesa della Madonna del Soccorso è una architettura religiosa sita nel territorio comunale di Corchiano in provincia di Viterbo.

## Descrizione

### Chiesa della Madonna del Soccorso
La Chiesa si trova sulla strada per Vignanello; si tratta di una chiesa rinascimentale attribuita a Giuliano da Sangallo risalente al XV° secolo, riconosciuta e dichiarata nel 1902 monumento nazionale.
La chiesa, presenta in facciata una scalinata, sulla sommità della quale insistono due pilastri compositi e due colonne di peperino ornati da stemmi rosette ed altri elementi decorativi.
Tale facciata è simile, quasi fosse una copia, a quella della Basilica della Madonna della Quercia a Viterbo.
Dei tre portali della facciata, quello centrale presenta una ricca decorazione ad intagli e rilievi sugli stipiti, sormontati da capitelli corinzi, angeli e candelabri a rilievo.
L’interno con il soffitto a capriate, è scandito da tre navate, spartite in sei campate da pilastri cilindrici privi di rastremazione, coronati da bei capitelli compositi di peperino.
Nel 1682, sotto il governo dei Farnese, un cittadino di Corchiano, certo Lorenzo Costantini, dopo aver a lungo viaggiato, era rimasto attratto dallo stile barocco di molte cattedrali europee e volle, a suo giudizio, abbellire due chiese di stile austero romanico; la chiesa della Madonna delle Grazie e la chiesa della Madonna del Soccorso, ecco il motivo per il quale in queste due chiese troviamo un altare in stile barocco, per cui l’altare maggiore di questa ultima, si presenta in questo stile, con un impianto monumentale sull'architrave, decorato in stucco, con la scritta: Colui che qui transita, si inginocchi per onorare non tanto l’effigie, quanto ciò che essa rappresenti, cioè’ la Vergine Maria.
Il corpo di Lorenzo Costantini, fu dopo la sua morte, sepolto in questa chiesa, il busto del medesimo, scolpito da un eccellente artista, fu da ignoti trafugato dopo la I°guerra mondiale.
La struttura sovrastante l’altare, fu edificata nel 1600, data riportata alla sinistra, in basso e attualmente, la Madonna del Soccorso viene venerata con un'immagine realizzata in uno splendido mosaico; Quest’opera ha sostituito un dipinto della Madonna su una tegola la quale venne trafugata da uno sconosciuto nel 1930 circa.
Fanno da cornice altre decorazioni a stucco ed affreschi di carattere mariano. Ai lati dell’impianto, quattro statue all’ interno di quattro nicchie, di cui le due in basso raffigurano S.Egidio a destra e S.Francesco a sinistra.
Vicino all’ abside, al di sotto del pavimento, esiste un ossario di 24 m², dove venivano sepolti i padri agostiniani, mentre all’ entrata della chiesa, esisteva una fossa comune, normale usanza dell’epoca.
Nella navata sinistra, si presentano tre cappelle affrescate dai fratelli Torresani. Le prime due con affreschi di Santi ai lati della Madonna, mentre la terza, quella che si trova all’ inizio della navata, narra la storia della chiesa del soccorso.
La storia della chiesa del Soccorso viene raffigurata nei quattro affreschi ai lati della cappella, tale storia narra di una coppia di sposi che sogno’ contemporaneamente la Madonna che indicava loro il posto ove far erigere una chiesa in suo onore, alla destra della via Amerina, prima del ponte sul rio Fratta così che Lei avrebbe protetto i numerosi viandanti che di li passavano.
Nello stesso giorno in cui la coppia di sposi ebbe questa premonizione, il Papa Sisto IV fece lo stesso sogno. In seguito, passando per la via Amerina, durante una visita al Cardinale Estouteville, riconobbe il luogo indicato dalla Madonna.
Il Papa riferì al Cardinale il sogno, che il prelato, con grande sorpresa del Pontefice, già’ conosceva, era il sogno che gli era stato riferito in precedenza dagli sposi.
Sul pianoro del rio Fratta, fu così dato il via alla costruzione di una splendida chiesa a tre navate, in onore della Madonna del Soccorso, con l’annesso complesso conventuale, originariamente dei padri agostiniani, attualmente destinato ad abitazione privata.
L’ultimo affresco, datato 1581, rappresenta il Papa che celebrando la messa, consacra la chiesa.
Nella navata destra, altre due cappelle, la prima, realizzata da Lorenzo Costantini, rappresenta la Madonna, San Francesco e S.Lorenzo martire, datata 1661. Mente nella seconda sono raffigurati, oltre alla Madonna, S.Antonio a destra e S.Francesco a sinistra con la croce; in alto il Signore.
Sempre nella navata destra, si apre la nota Cappella del Paradiso, a forma di tabernacolo, adorna di affreschi attribuiti agli Zuccari o forse ai Torresani, in parte deteriorati, rappresentano i tre misteri, Gaudiosi, Dolorosi e Gloriosi, del Rosario.
Nella volta a vela, gli affreschi sono andati, per la maggior parte, persi, si nota altresì un'immagine del Mose’ con le tavole. In fondo alla navata destra, sopra un antico capitello, è stato posto un magnifico tabernacolo. Fa da sfondo, sulla parete, un’altrettanto magnifico cenacolo intarsiato in legno di ciliegio.